# Судзака (княжество)
Княжество Судзака (яп. 須坂藩 Судзака-хан) — феодальное княжество (хан) в Японии периода Эдо (1615—1871). Судзака-хан располагался в провинции Синано (современная префектура Нагано) на острове Хонсю.

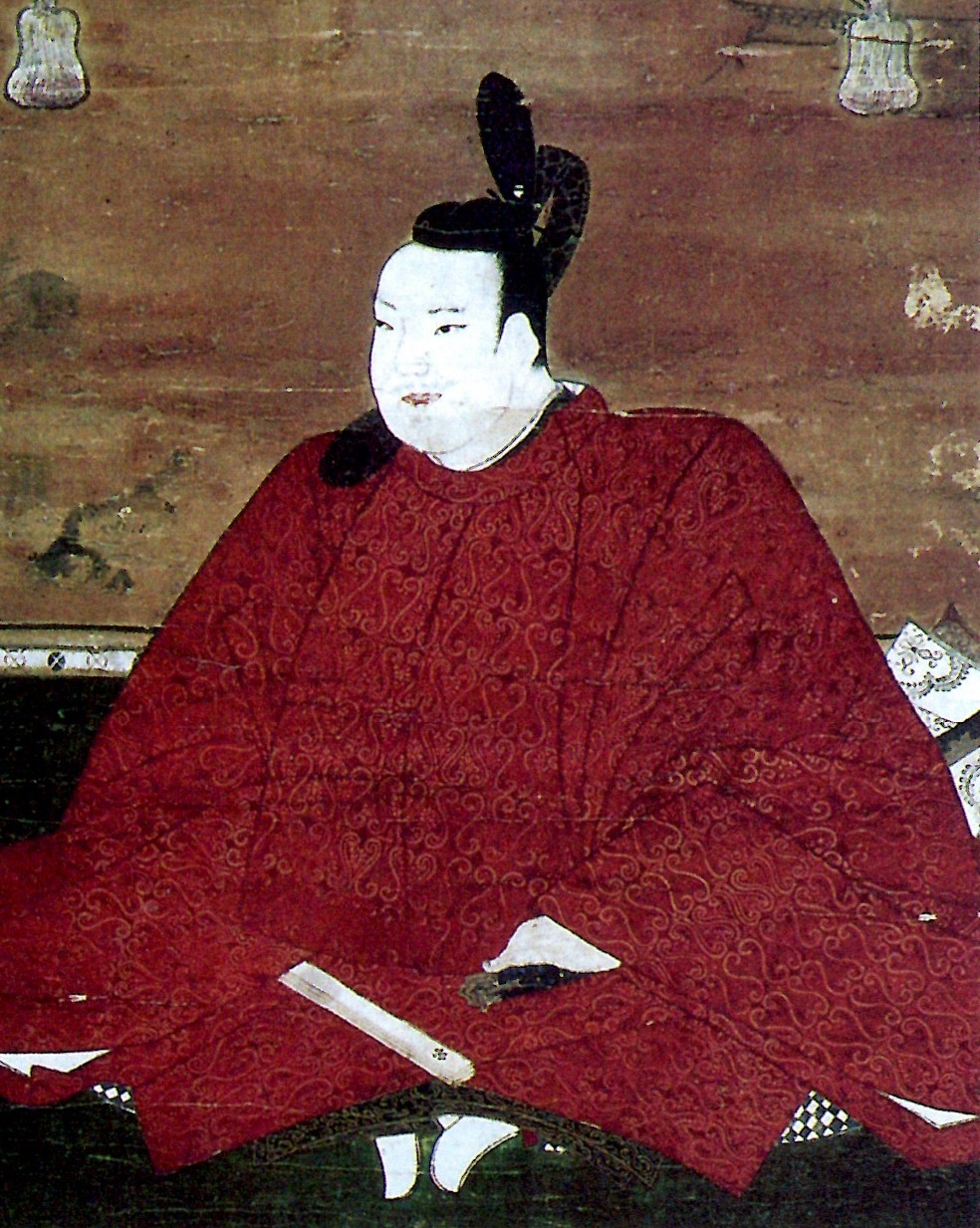
Хори Наосигэ (1585—1617), 1-й даймё Судзака-хана (1615—1617)

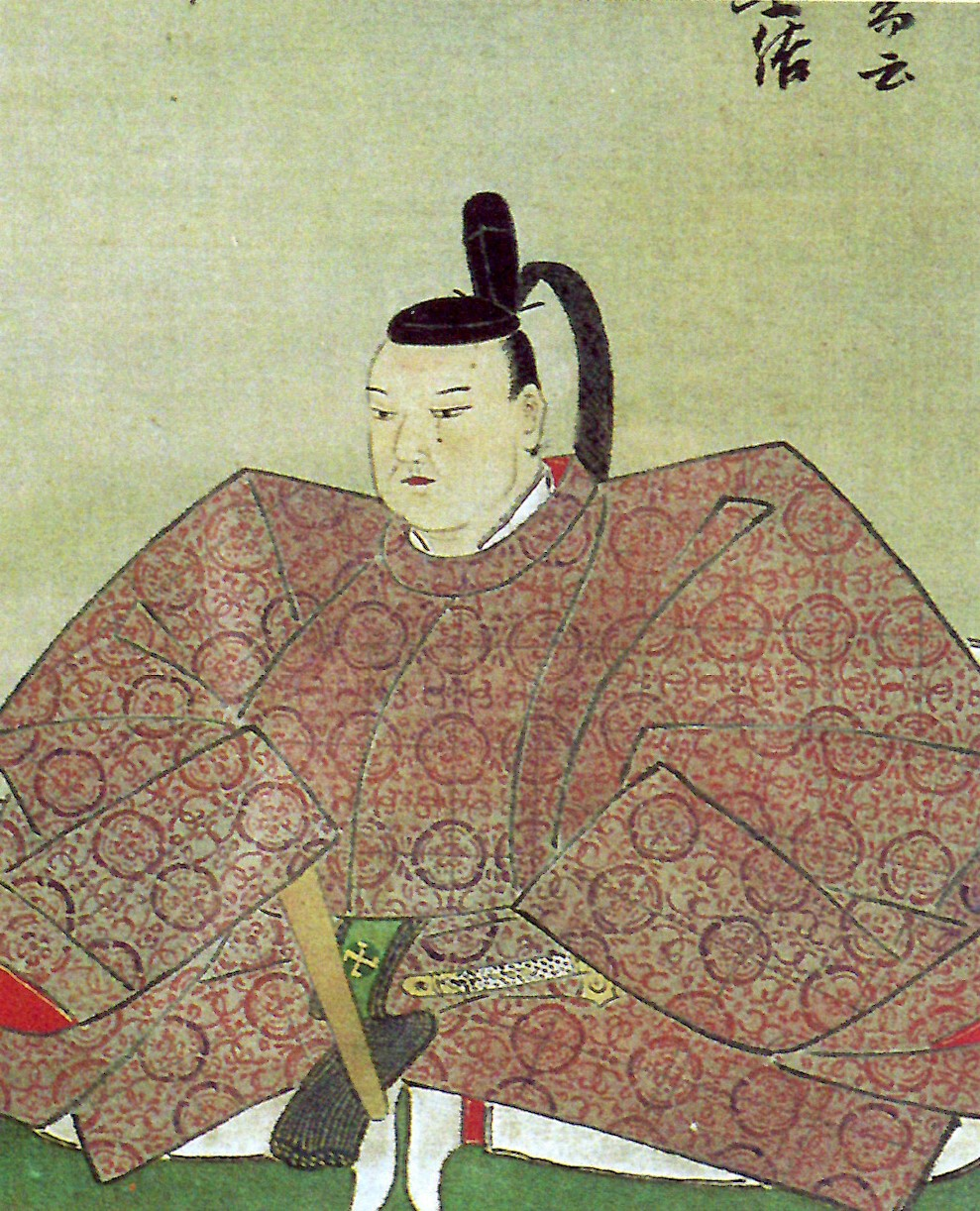
Хори Наотеру (1631—1669), 3-й даймё Судзака-хана (1637—1669)

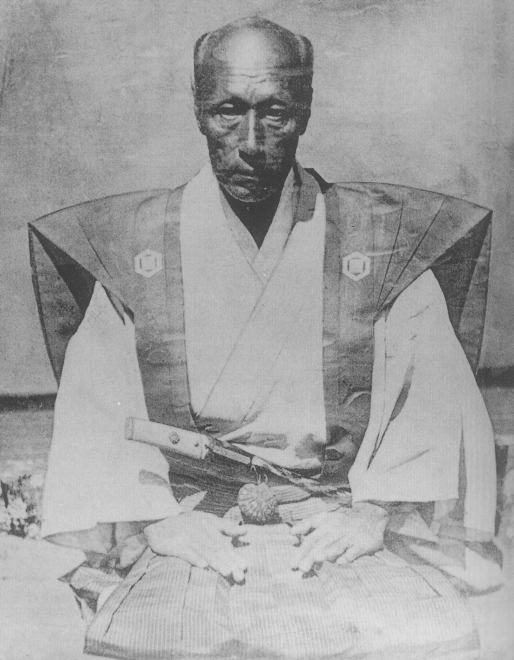
Хори Наотада (1806—1880), 11-й даймё (1821—1845)

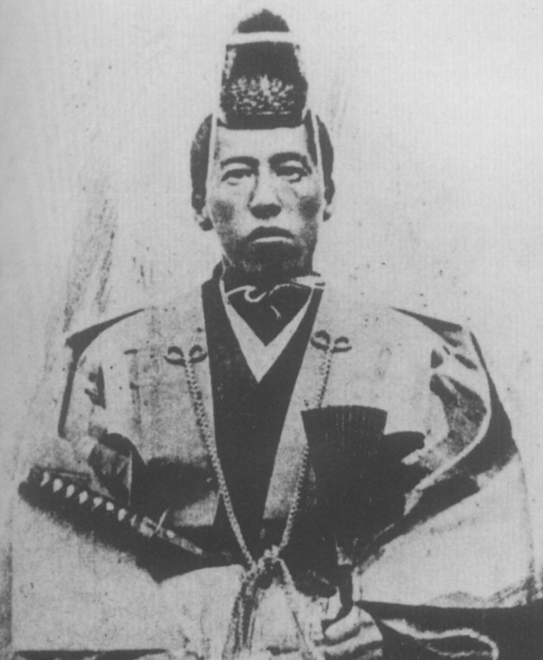
Хори Наотора (1836—1868), 13-й даймё Судзака-хана (1861—1868)

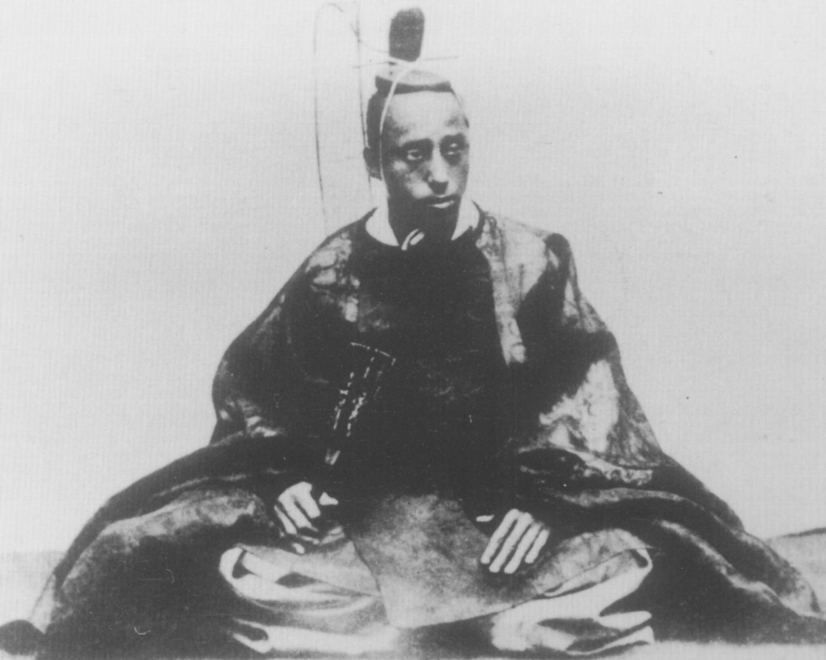
Хори Наоакира (1839—1886), последний (14-й) даймё Судзака-хана (1868—1871)

Административный центр хана: Судзака Jin’ya (укреплённый дом) в провинции Синано (современный город Судзака в префектуре Нагано).

## История
Княжество Судзака было создано в 1615 году для Хори Наосигэ (1585—1617), 4-го сына Хори Наомасы (1547—1608), даймё из Сандзё-хана в провинции Этиго. Наосигэ владел доменом в провинции Симоса (2000 коку). После битвы при Сэкигахаре (1600) он получил в награду княжество Судзака (6000 коку). В 1615 году Хори Наосигэ за своё участие в осаде Осаки получил ещё 4000 коку риса, который возвёл его в статус даймё. Его сын и преемник, Хори Наомасу (1608—1637), передал своим младшим братьям 2 000 коку риса в провинции Симоса, уменьшив свой доход до 10 000 коку. Род Хори управлял Судзака-ханом до Реставрации Мэйдзи.
Клан Хори занимал ряд административных должностей в правительстве сёгуната Токугава. Хори Наотеру, 9-й даймё Судзака-хана, открыл княжескую школу в своём хане. Хори Наотакэ, 12-й даймё Судзака-хана, реформировал финансы княжества и поощрял выращивание женьшеня в качестве товарной культуры.
В период Бакумацу, 13-й даймё, Хори Наотоара, реформировал свои военные силы, снабдив их западным огнестрельным оружием. Он также служил в качестве вакадосиёри в администрации сёгуната Токугава. Он совершил сэппуку в замке Эдо в знак протеста против политики сёгуна Токугава Ёсинобу. Во время Войны Босин Судзака-хан быстро перешёл на императорскую сторону, и участвовал в битвах при Уцуномии, Косю-Кацунуме, Хокуэцу и Айдзу.
В июле 1871 года Судзака-хан был ликвидирован. Первоначально на территории бывшего княжества была создана префектура Судзака, которая затем было соединена с префектурой Нагано. Хори Наоакира, последний даймё Судзака-хана, получил титул виконта (сисяку) в новой японской аристократической системе — кадзоку.
В 1871 году в Судзака-хане произошло крестьянское восстание

## Список даймё
| #                                  | Имя и годы жизни                       | Годы правления | Титул                   | Ранг                    | Кокудара              | Примечания                                                                                              |
| ---------------------------------- | -------------------------------------- | -------------- | ----------------------- | ----------------------- | --------------------- | --- |
| Род Хори (тодзама-даймё) 1615—1871 |                                        |                |                         |                         |                       | |
| 1                                  | Хори Наосигэ (1585-1617) (яп. 堀直重)  | 1615-1617      | Авадзи-но-ками (淡路守) | Пятый нижний (従五位下) | 12,000 коку           | Четвёртый сын Хори Наомасы (1547—1608), даймё Сандзё-хана (1598—1608)                                   |
| 2                                  | Хори Наомаса (1608-1637) (яп. 堀直升)  | 1617-1637      | Авадзи-но-ками (淡路守) | Пятый нижний (従五位下) | 12,000 -> 10,000 коку | Старший сын предыдущего                                                                                 |
| 3                                  | Хори Наотеру (1631-1669) (яп. 堀直輝)  | 1637-1669      | Будзэн-но-ками (肥前守) | Пятый нижний (従五位下) | 10,000 коку           | Старишй сын предыдущего                                                                                 |
| 4                                  | Хори Наосукэ (1655-1721) (яп. 堀直佑)  | 1669-1719      | Нагато-но-ками (長門守) | Пятый нижний (従五位下) | 10,000 коку           | Старший сын предыдущего                                                                                 |
| 5                                  | Хори Наохидэ (1700-1767) (яп. 堀直英)  | 1719-1735      | Авадзи-но-ками (淡路守) | Пятый нижний (従五位下) | 10,000 коку           | Третий сын Хори Наотоси (1658—1716), внук Хори Наоёси (1637—1676), 3-го даймё Мурамацу-хана (1643—1676) |
| 6                                  | Хори Наохиро (1719-1777) (яп. 堀直寛)  | 1735-1768      | Нагато-но-ками (長門守) | Пятый нижний (従五位下) | 10,000 коку           | Старший сын предыдущего                                                                                 |
| 7                                  | Хори Наоката (1743-1779) (яп. 堀直堅)  | 1768-1779      | Авадзи-но-ками (淡路守) | Пятый нижний (従五位下) | 10,000 коку           | Старший сын предыдущего                                                                                 |
| 8                                  | Хори Наосато (1758-1784) (яп. 堀直郷)  | 1779-1784      | Нагато-но-ками (長門守) | Пятый нижний (従五位下) | 10,000 коку           | Третий сын Хори Наохиро                                                                                 |
| 9                                  | Хори Наотеру (1755-1814) (яп. 堀直皓)  | 1784-1813      | Кура-но-ками (内蔵頭))  | Пятый нижний (従五位下) | 10,000 коку           | Приёмный сын предыдущего                                                                                |
| 10                                 | Хори Наооки (1793-1821) (яп. 堀直興)   | 1813-1821      | Авадзи-но-ками (淡路守) | Пятый нижний (従五位下) | 10,000 коку           | Старший сын предыдущего                                                                                 |
| 11                                 | Хори Наотада (1806-1880) (яп. 堀直格)  | 1821-1845      | Кура-но-ками (内蔵頭))  | Пятый нижний (従五位下) | 10,000 коку           | Третий сын Хори Наотэру                                                                                 |
| 12                                 | Хори Наотакэ (1830-1862) (яп. 堀直武)  | 1845-1861      | Авадзи-но-ками (淡路守) | Пятый нижний (従五位下) | 10,000 коку           | Старший сын предыдущего                                                                                 |
| 13                                 | Хори Наотора (1836-1868) (яп. 堀直虎)  | 1861-1868      | Нагато-но-ками(長門守)  | Пятый нижний (従五位下) | 10,000 коку           | Старший сын предыдущего                                                                                 |
| 14                                 | Хори Наоакира (1839-1886) (яп. 堀直明) | 1868-1871      | Нагато-но-ками (長門守) | Пятый нижний (従五位下) | 30,000 коку           | Младший брат предыдущего                                                                                |